# サム・プレスティ
サミュエル・プレスティ（Samuel Presti, 1977年11月1日 - ）は、アメリカ合衆国マサチューセッツ州コンコード出身のバスケットボールエグゼクティブ。NBAのオクラホマシティ・サンダーでゼネラルマネージャーを務めている。

## 経歴

### サンアントニオ・スパーズ

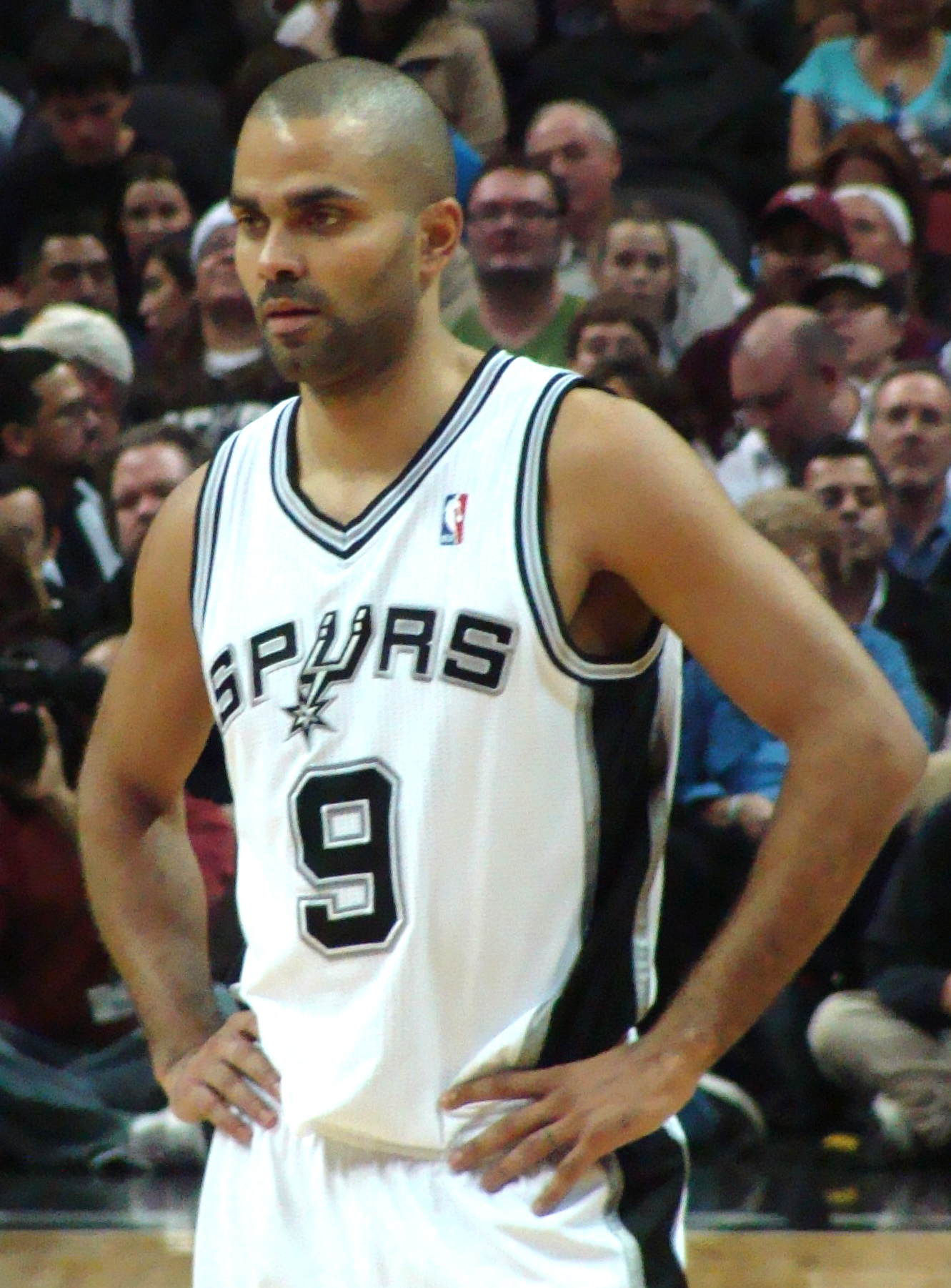
スパーズによるトニー・パーカーの指名は、プレスティの大きな功績の一つである。

エマーソン大学を卒業後、当時サンアントニオ・スパーズでGMを務めていたR・C・ビュフォードからオファーを受けてスパーズでインターンを開始。
その後はビデオコーディネーターに始まり、2002年にスカウト補佐、2003年に選手人事部長、2005年には副社長兼GM補佐と出世を重ねた。
2001年のNBAドラフトではトニー・パーカーの指名を強く勧め、パーカーのプレー映像を持ってビュフォードの自宅を訪れることもあった。スパーズに指名されたパーカーはNBAで18年間プレーし、6度のオールスターゲーム選出、4度の優勝を果たした。パーカーは引退セレモニーの際、自分の指名を勧めてくれたプレスティに感謝の意を表している。
“サム、君がアリーナにいるのはわかっているよ。君とR・Cは時代を先取りしていたね。スパーズでの最初のワークアウトはひどいものだった。それでも君たちは僕に賭けてくれたんだ。"—トニー・パーカー
スパーズでは2003年、2005年、2007年と3度の優勝を果たした。

### シアトル・スーパーソニックス / オクラホマシティ・サンダー
2007年6月7日、シアトル・スーパーソニックスのGMに就任した。当時ソニックスのオーナーであったクレイ・ベネットはプレスティを「思慮深く、計画的で、慎重。スパーズの組織内で重要な役割を果たし、チームの勝利とビジネスに貢献した。」と高く評価し、球団社長のレニー・ウィルケンズを副社長に降格させ、プレスティに全権を与えた。これによりプレスティは当時のNBAで最年少、歴代でもジェリー・コランジェロに次ぎ2番目に若いGMとなった。
2006-07シーズン、ソニックスは31勝51敗と低調な成績に終わり、チーム再建へ舵を切った。2007年のNBAドラフトでは1巡目全体2位でケビン・デュラントを指名。さらにエースのレイ・アレンをトレードで放出し、獲得した全体5位指名権でジェフ・グリーンを指名した。また、アレンと同じく主力選手だったラシャード・ルイスもトレードで放出して2巡目指名権と900万ドルのトレードエクセプションを獲得。このトレードエクセプションを利用してカート・トーマスと1巡目指名権を獲得した。また、スパーズで同僚だったP・J・カーリシモを新たなヘッドコーチに雇用した。2007-08シーズンは球団ワーストとなる20勝62敗に終わったが、デュラントが新人王を受賞した。
2008年のNBAドラフトでは1巡目全体4位でラッセル・ウェストブルック、全体24位でサージ・イバーカを指名した。

#### 強豪への成長
2008-09シーズン開幕前にソニックスはオクラホマシティへ移転し、オクラホマシティ・サンダーとなった。このシーズンは開幕から1勝12敗と不振で、ヘッドコーチのカーリシモを解雇し、暫定ヘッドコーチとしてスコット・ブルックスを起用した。最終的に23勝59敗で終え、シーズン終了後にブルックスを正式なヘッドコーチとして雇用した。
2009年のNBAドラフトでは1巡目全体3位でジェームズ・ハーデンを指名。2009-10シーズンはデュラント、ウェストブルック、ハーデンの「ビッグ3」を中心に50勝32敗と前年から大きく成績を伸ばし、第8シードでプレーオフに出場した。このシーズンはデュラントが初のオールスターゲームに選出され、史上最年少となる21歳で得点王を受賞した。デュラントがオールNBAファーストチーム、ハーデンがNBAオールルーキーセカンドチーム、ターボ・セフォロシャがNBAオールディフェンシブセカンドチームに選出されたほか、ヘッドコーチのブルックスがNBA最優秀コーチ賞を受賞した。プレーオフでは1回戦で第1シードのロサンゼルス・レイカーズに2勝4敗で敗れた。
2010-11シーズンはウェストブルックが初のオールスターゲームに選出された。このシーズンは55勝27敗で、第4シードでプレーオフに出場。カンファレンスファイナルに進出したが、ダラス・マーベリックスに1勝4敗で敗れた。
2011-12シーズンはロックアウトにより短縮されたが、47勝19敗で、第2シードでプレーオフに出場した。デュラントが3年連続となる得点王を受賞したほか、ハーデンがシックスマン賞を受賞し、ウェストブルックが2年連続となるオールスターゲーム選出、イバーカがNBAオールディフェンシブファーストチームに選出された。プレーオフでは1回戦でダラス・マーベリックスに4勝0敗、カンファレンスセミファイナルでロサンゼルス・レイカーズに4勝1敗で勝利。カンファレンスファイナルではサンアントニオ・スパーズに4勝2敗で勝利し、ソニックス時代の1996年以来となるNBAファイナルに進出した。マイアミ・ヒートとのファイナルでは第1戦に勝利したが、その後4連敗し優勝を逃した。

#### デュラント、ウェストブルックの時代
2012-13シーズン開幕前に、ハーデンとの契約延長交渉が難航。プレスティは4年総額5,500万ドルの契約延長をオファーしたが、これはハーデンが希望するマックス契約より450万ドル安いものだった。NBAのラグジュアリータックスのルールにより、高額な税金の支払いを避けたかったサンダーは、ハーデンとのマックス契約に消極的だった。交渉がまとまらず、ハーデンをトレードでヒューストン・ロケッツへ放出し、ケビン・マーティン、ジェレミー・ラム、複数のドラフト指名権を獲得した。このトレードによりデュラント、ウェストブルック、ハーデンの「ビッグ3」が崩れてしまったため、プレスティは批判にさらされた。このシーズンはハーデンを失ったものの、60勝22敗と前年からさらに成績を伸ばし、第1シードでプレーオフに進出。1回戦でハーデン率いるヒューストン・ロケッツに4勝2敗で勝利したが、ウェストブルックが相手のパトリック・ベバリーとの衝突で膝を負傷して長期離脱。ウェストブルックを欠いて迎えたメンフィス・グリズリーズとのカンファレンスセミファイナルでは1勝4敗で敗れてしまった。
2013-14シーズンは59勝23敗で、第2シードでプレーオフに出場。デュラントが初のシーズンMVPを受賞した。プレーオフでは2年ぶりにカンファレンスファイナルに進出したが、サンアントニオ・スパーズに敗れた。
2014-15シーズンはデュラントが足の骨折により長期離脱。ウェストブルックが得点王を受賞したものの、プレーオフ出場を逃した。シーズン終了後、7年間ヘッドコーチを務めたブルックスを解雇し、新たにビリー・ドノバンを雇用した。
2015-16シーズンは55勝27敗で、第3シードでプレーオフに出場。プレーオフでは1回戦でダラス・マーベリックス、カンファレンスセミファイナルではシーズン67勝のサンアントニオ・スパーズに勝利した。過去6年で4度目の出場となったカンファレンスファイナルでは、シーズン73勝の新記録を樹立したゴールデンステート・ウォリアーズを3勝1敗と追い詰めるも、そこから3連敗し敗退した。シーズン終了後、9年間在籍したデュラントがFAでウォリアーズへ移籍した。

#### 一つの時代の終焉
デュラント移籍後の2016-17シーズンはウェストブルックがオスカー・ロバートソンの持つシーズン最多トリプル・ダブルを更新し、シーズンMVPを受賞した。
2017-18シーズンはトレードでポール・ジョージ、カーメロ・アンソニーを獲得し、ウェストブルックを加えて共に新たなビッグ3を結成した。契約があと1年のジョージはシーズン終了後にFAでロサンゼルス・レイカーズへ移籍することを明言していたが、シーズン終了時には意見を変え、サンダーと再契約した。
デュラント移籍後は3年連続でプレーオフ1回戦敗退に終わった。2018-19シーズン終了後、ジョージをトレードでロサンゼルス・クリッパーズへ放出し、シェイ・ギルジャス＝アレクサンダー、ダニーロ・ガリナリ、5つのドラフト1巡目指名権、2つの1巡目指名交換権を獲得。さらにフランチャイズプレイヤーのウェストブルックをトレードでヒューストン・ロケッツへ放出し、クリス・ポール、2つのドラフト1巡目指名権、2つの1巡目指名交換権を獲得した。
2019-20シーズンは低迷が予想されていたが、新加入のポールやシェイの活躍もあり、44勝28敗でプレーオフに進出した。プレーオフでは1回戦でウェストブルック、ハーデンを擁するヒューストン・ロケッツに3勝4敗で敗れた。オフにはポールやスティーブン・アダムズ、デニス・シュルーダーら主力選手をトレードで放出。5年間ヘッドコーチを務めたドノバンを解雇し、新たにマーク・デイグノルトを雇用した。

#### シェイの時代
2020-21シーズンから再建へ舵を切り、ジョージのトレードで獲得したシェイを中心に据えた。チーム成績は大きく低迷し、2021年のNBAドラフトでは1巡目全体6位でジョシュ・ギディーを指名した。プレスティは2020年から2022年までドラフト指名権のトレードを積極的に行い、1巡目指名権と2巡目指名権を19個ずつ、合計38個も獲得し、GMとしての評価を高めた。
2022年のNBAドラフトでは1巡目全体2位でチェット・ホルムグレン、全体12位でジェイレン・ウィリアムズを指名した。
2022-23シーズンはシェイが初のオールスターゲーム、オールNBAファーストチームに選出されるなど、絶対的なエースに成長した。
2023-24シーズンは57勝25敗の好成績で、第1シードで4年ぶりにプレーオフへ進出。カンファレンスセミファイナルでダラス・マーベリックスに敗れた。オフにFAでアイザイア・ハーテンシュタインと契約。また、ギディーをトレードでシカゴ・ブルズへ放出し、アレックス・カルーソを獲得した。
2024-25シーズンは68勝14敗と前年からさらに成績を伸ばし、第1シードでプレーオフに出場。シェイがシーズンMVPを受賞した。プレーオフでは1回戦でメンフィス・グリズリーズ、カンファレンスセミファイナルでデンバー・ナゲッツ、カンファレンスファイナルでミネソタ・ティンバーウルブズに勝利し、13年ぶりとなるNBAファイナル進出を果たした。